# Ґедрюс Купрявічюс
Ґедрюс Антанас Купрявічюс (8 квітня 1944, Каунас ) — литовський композитор і музичний педагог.

## Життєпис
Ґедрюс Купрявічюс закінчив професійний клас композиції Едуардаса Бальсиса в Литовській академії музики в 1968 р.
З 1966 по 1975 викладав у Вищій музичній школі Юозаса Груодіса; також був керівником музичних факультетів у Литовському сільськогосподарському та Каунаському технологічному університетах, викладав курси акторської майстерності у Вільнюському університеті та організував курс музичної імпровізації на Каунаському факультеті Литовської академії музики.
Викладав на художньому факультеті Університету Вітовта Великого протягом 1990 — 1999 рр., а в 2000 був призначений деканом художнього факультету Каунаського технологічного університету; був відповідальним за заснування в 2001 Центру аудіо- та відеотехніки в цьому університеті, який зараз також має Комп’ютерний музичний клуб.
Серед численних доробків композитора з методичної літератури – праця «Музика в театрі». З 1971 по 1982 Ґедрюс Купрявічюс очолював Каунаське відділення Спілки композиторів Литви, а з 1980 по 1987 – гурт електронної музики «Арго» Каунаського музичного театру.
У 1987  — 1988 працював головним редактором музичних програм на Литовському телебаченні. Грав на Каунаському карильйоні з 1957, а в 1998 був призначений головним карильйоністом міста Каунас.
Займав наступні офіційні посади: перший помічник міністра культури Литви та виконавчого керівника мистецьких справ (1988  — 1990), а також заступник міського голови Каунаса (1992  — 1993). У 2012 нагороджений Золотою зіркою Литовської асоціації авторського права LATGA та обраний дійсним членом Литовської академії наук. У 2014 Ґедрюс Купрявічюс нагороджений Литовською національною премією мистецтва та культури, найвищою мистецькою відзнакою в Литві. Композитор співпрацює з литовською пресою з 1968 і продовжує писати про музику та культуру в різних періодичних виданнях. Видав дві книги есеїв: «Відсталі роки» та «Сказано». Ґедрюс Купрявічюс бере участь у музичних фестивалях, конференціях і симпозіумах у Литві та за кордоном. Його мюзикл «Полювання на вогонь і загонщики» ставився в Литві, Латвії, Естонії, Україні та Молдові. Його ораторія «Створення світу наприкінці 20 століття» виконувалася на Каунаському джазовому фестивалі 1988 р., ЕКСПО-2000 у Ганновері та на міжнародному форумі у Відні. Інші його твори звучали на концертах у різних країнах Європи, а також в США, Австралії та Новій Зеландії.
Музика Ґедрюса Купрявічюса помірковано сучасна, заснована здебільшого на мелодичному розвитку та нарощуванні ритмічних малюнків. У багатьох його роботах помітно переважає імпровізаційний елемент і яскраві зв’язки з літературою та образотворчим мистецтвом. Композитор також пише для театру та кіно.

## Кар'єра
Ґедрюс Купрявічюс одинадцять років очолював Спілку литовських композиторів і був призначений головним редактором музичного відділу Литовського телебачення. Працював у Міністерстві культури, віце-міністром і головою Управління у справах культури, а також віце-мером муніципалітету Каунаса.
З 1990 по 1999 читав лекції на факультеті мистецтв Університету Вітовта Великого. 1 січня 2000 призначений деканом гуманітарного факультету КТУ. Здано до друку його книгу «Музика в театрі». Завершується друк циклу лекцій "Вступ до музики". Інші лекції, які читаються Ґедрюсом: музична естетика, філософія музики, містика в музиці, історія європейської музики, історія литовської музики, мистецтво та цивілізація.
Ґедрюс Купрявічюс працює з деякими музичними програмами та новими технологіями у сфері мистецтва.
З 1957 Ґедрюс Купрявічюс регулярно грає на каунаських карильйонах (набір із 49 хроматично налаштованих дзвонів). Концерти в Новій Зеландії, Бельгії, Німеччині, Польщі, Нідерландах, Данії. Довгий час був старшим карильйонеромКаунаса.
Ґедрюс Купрявічюс керував гуртом електронної музики ARGO Каунаського музичного театру.
Постійно співпрацював із литовськими ЗМІ, пишучи статті про музичну публіцистику та питання культури в таких журналах, як "Muzikos bara", "Santara", "Humanistica", "Nemunas" і "Kauno diena" з 1968. Опублікував дві книжки есеїв – «Назад у минуле» та «Це було сказано». Тривалий час вів програми Національного телебачення Литви "Contrapunctus".
Ґедрюс Купрявічюс постійно концертував у Литві та за кордоном, брав участь у музичних фестивалях, конгресах та симпозіумах. Був керівником майстер-класів на міжнародних форумах молодіжної музики.

## Праці
- "Полювання на мамонтів" – музика до вистави «Казис Сая», поставленої в Каунаському драматичному театрі Йонасом Юрашасом (1968);
- Язичницькі пісні для хору;
- Вісім литовських народних пісень для струнного квартету (1969);
- "Геркус Мантас" – музика до фільму, яку продюсував Маріонас Ґідрис;
- "Devynbėdžiai "("Девинбеджяй") – мюзикл (п’єса К. Сая, постановка Паневежського драматичного театру Юозаса Бледіса, 1972).
- "Полювання на вогонь із загонщиками" – мюзикл (гра Л.Яцінявічюса та С.Шалтеніса у постановці Далі Тамулявічуте в Молодіжному театрі), згодом прем’єри цього мюзиклу пройшли в театрах Латвії, Естонії, України, Молдови.
- "Там, всередині"– одноактна опера за однойменною п’єсою Моріса Метерлінка, поставлена в Каунасі в музичній студії «Молодість» Станісловасом Рубіновасом (1976).
- "Я шлю вам найкращі вітання" – мюзикл за п’єсою Віолети Палчінскайте у постановці Каунаського музичного театру Ґінтаса Жіліса (1986).
- "Missa Catacumbae" – для хору, труби, тромбона, вібрафона, скрипки та віолончелі (1994);
- "Пруссаки" – опера за драматичною п’єсою Юозаса Грушаса "Геркус Мантас", прем’єра в постановці Клайпедського музичного театру Неріюса Петрокаса, диригента Стасіса Домаркаса (1995).
- "Дитина відкритого моря"– балет за оповіданням Жуля Суперв’єля (1996).
- "Світотворення на кінець ХХ ст"– аудіовізуальна ораторія для хору, саксофону, синтезатора та комп’ютерна анімація Егідіюса Вашкявічюса.
- "Пісні Вічного Мандрівника" – вокальна симфонія (поезія Р. Тагора (1998);
- "Королева Бона" – опера (1999–2001), Sinfonia Barocco для камерного оркестру, для Міжнародного Пажайсліського музичного фестивалю (1999);
- "Te Deum" – концерт для тромбона з оркестром (2000),
- "Сім запитань і плач Давида" – літургійна драма для скрипки соло та хору (2001),
- "Лоб" – опера (2002),
- "Кіпрас і Феодорас" – оперета (2003),
- "ДаліГала" – опера-сарсуела (2004),
- "Адажіо Апокаліпсис" для 2 скрипок, віолончелі та фортепіано (2004),
- "Птахи – це джаз" – для карильйону, сопрано та акустичних звуків (2004),
- "Меланхолійні пісні" для сопрано та симфонічного оркестру (2004),
- "Вероніка" – мюзикл (2008),
- "Čiurlionis" ("Чюрльоніс") – балет (2013),
- "Двері Лютера" – опера (2017),
- "Симфонія без фортепіано" (2018)

## Особисте життя
Зараз Купрявічюс є професором. Член Академії наук Литви. Його дружина Гражина — художниця. Їхні діти – донька Єва, зять Андрій (художник), онуки Маріус і Угній.
У 2003 нагороджений Офіцерським хрестом ордена Великого князя Литовського Гедиміна.